# Roma Downey
Pour les articles homonymes, voir Downey (homonymie).
Laura Maureen Roma Downey est une actrice et productrice irlandaise, née le 6 mai 1960 à Derry. Elle est connue pour ses interprétation dans Le Baladin du monde occidental, son rôle de Monica dans Les Anges du bonheur, Marie dans Son of God et Elizabeth Baxter dans Les Baxters.

## Biographie
Roma Downey est née le 6 mai 1960 à Derry. Elle étudie les arts au Brighton College of Art et a obtient un Bachelor of Arts.

### Carrière
Elle rejoint les Abbey Players, basés à l'Abbey Theatre à Dublin, et a fait une tournée aux États-Unis dans Le Baladin du monde occidental. Downey déménage à New York après une rencontre avec un agent lors de la tournée. Elle est embauchée au vestiaire d’un restaurant de l'Upper West Side, avant d'être sélectionnée pour des spectacles de Broadway.
En 1991, elle interprète Jacqueline Kennedy-Onassis dans la mini-série A Woman Named Jackie (en).
De 1994 à 2003, elle interprète l'ange Monica dans la série Les Anges du bonheur .
Après des études en psychologie spirituelle à l'université de Santa Monica, elle obtient un master en 2010.
En 2011, avec Mark Burnett, elle commence la production de la série La Bible dans laquelle elle interprète Marie.
Elle fait l’acquisition des droits d’adaptation de la série de livres Rédemption de Karen Kingsbury et travaille sur le développement de la série dérivée Les Baxters pendant 10 ans, jusqu’à sa sortie en 2024 .

## Vie personnelle
Elle épouse en 1987 l'acteur Leland Orser dont elle se sépare ensuite. De 1955 à 1998 elle épouse le réalisateur David Anspaugh.  En 2007, elle se remarie au producteur Mark Burnett.

## Filmographie

### Comme actrice

#### Cinéma
- 1995 : The Last Word : Roxy
- 2004 : Le singe Funky (Funky Monkey) : Megan
- 2008 : At Jesus Side : Petra (Voix)
- 2014 : Son of God : Marie

#### Télévision
- 1988 : On ne vit qu'une fois (One Life to Live) (série télévisée) : Lady Johanna Leighton
- 1991 : The 100 Lives of Black Jack Savage (téléfilm)
- 1991 : Les 100 Vies de Black Jack Savage (Disney Presents The 100 Lives of Black Jack Savage) (série télévisée) : Danielle St. Clair
- 1991 : A Woman Named Jackie (Feuilleton TV) : Jacqueline Bouvier Kennedy Onassis
- 1992 : Une deuxième chance (Getting Up and Going Home) (Téléfilm) : Kimberly Stevens
- 1992 : Devlin (Téléfilm) : Eileen
- 1994 : Hercule et les Amazones (Hercules and the Amazon Women) (téléfilm) : Hippolyte
- 1994 : Diagnostic : Meurtre (Diagnosis: Murder) (série télévisée) : Heather Winslow
- 1994 - 2003 : Les Anges du bonheur (Touched by an Angel) (série télévisée) : Monica
- 1995 : A Child Is Missing (téléfilm) : Samantha Hallihan
- 1996 et 1998 : Promise Land (série télévisée) : Monica
- 1997 : Deux Cœurs à louer (Borrowed Hearts) (téléfilm) : Kathleen Russell
- 1998 : Monday After the Miracle (Téléfilm) : Annie Sullivan
- 1999 : L'amour par accident (A Secret Life) (Téléfilm) : Cassie Whitman
- 1999 : Abus de confiance (The Test of Love) (téléfilm) : Cassie Whitman
- 2001 : Un nouveau départ (Second Honeymoon) (Téléfilm) : Maggie
- 2001 : Un Noël pas comme les autres (Sons of Mistletoe) (téléfilm) : Helen Radke
- 2004 : The Survivors Club (Téléfilm) : Jillian Hayes
- 2004 : Division d'élite (The Division) (série télévisée) : Reagan Gilancy
- 2009 : Danse avec moi (Come Dance at My Wedding) (téléfilm) : Laura Williams
- 2011 : Filles des villes et filles des champs (Keeping Up with the Randalls) (téléfilm) : Barb
- 2013 : La Bible (The Bible) (série télévisée) : Marie
- 2024 : Les Baxters : Elizabeth Baxter

### Productrice
- 1997 : Deux Cœurs à louer (Borrowed Hearts) (téléfilm)
- 1998 : Monday After the Miracle (Téléfilm)
- 1999 : A Secret Life (Téléfilm)
- 1999 : Abus de confiance
- 2001 : Un nouveau départ (Second Honeymoon) (téléfilm)
- 2001 : Sons of Mistletoe (téléfilm)
- 2004 : The Survivors Club (téléfilm)
- 2004 : Funky Monkey
- 2013 : La Bible (mini-série)
- 2014 : Son of God
- 2015 : Unveiled
- 2015 : The Dovekeepers
- 2015 : A.D. (Mini-série)
- 2015 : Littel Boy
- 2015 : Ben-Hur
- 2024 : Les Baxters

## Distinctions

### Helen Hayes Award
| Année | Travail nommé                                   | Catégorie         | Résultat   |
| ----- | ----------------------------------------------- | ----------------- | ---------- |
| 1991  | Roma Downey dans Le Baladin du monde occidental | Meilleure actrice | Nomination |

### Emmy Award
| Année | Travail nommé                         | Catégorie                                             | Résultat   |
| ----- | ------------------------------------- | ----------------------------------------------------- | ---------- |
| 1997  | Roma Downey dans Les Anges du bonheur | Meilleure actrice dans une série télévisée dramatique | Nomination |
| 1998  | Roma Downey dans Les Anges du bonheur | Meilleure actrice dans une série télévisée dramatique | Nomination |
| 2013  | La Bible                              | Meilleure mini-série                                  | Nomination |

### Prix Gemini
| Année | Travail nommé      | Catégorie     | Résultat   |
| ----- | ------------------ | ------------- | ---------- |
| 1998  | Deux cœurs à louer | Meilleur film | Nomination |

### Golden Globes
| Année | Travail nommé                         | Catégorie                                             | Résultat   |
| ----- | ------------------------------------- | ----------------------------------------------------- | ---------- |
| 1998  | Roma Downey dans Les Anges du bonheur | Meilleure actrice dans une série télévisée dramatique | Nomination |
| 1999  | Roma Downey dans Les Anges du bonheur | Meilleure actrice dans une série télévisée dramatique | Nomination |

### TV Guide Award
| Année | Travail nommé                         | Catégorie                      | Résultat   |
| ----- | ------------------------------------- | ------------------------------ | ---------- |
| 1999  | Roma Downey dans Les Anges du bonheur | Actrice favorite dans un Drame | Lauréat    |
| 2000  | Roma Downey dans Les Anges du bonheur | Actrice favorite dans un Drame | Nomination |

### MovieGuide Award
| Année | Travail nommé | Catégorie   | Résultat |
| ----- | ------------- | ----------- | -------- |
| 2013  | La Bible      | Grace Award | Lauréat  |

En 2021, elle est décorée de l'ordre de l'Empire britannique.